# DeLamarca
DeLamarca es un grupo de rock alternativo formado en Madrid, España en 2006.

## Historia

### Inicios
Grupo formado en Madrid por Fernando Pedrajas (ex Ozone Babies), Roy Wasercier (ex Skunk D.F. y liquid sun) Hev Arriols (Coilbox), Ale Cuiñas (Circus) y José Capmany (Avenues & Silhouettes)
Ellos mismos definen el grupo de la siguiente manera: «Ritmos imposibles, guitarras hipnóticas, potencia y experimentación en las manos de una formación de lujo»; y pronto quedó claro tras compartir escenario con gente con Brant Bjork and The Bros., Avenues & Silhouettes o At Least. Con poco más de tres años de trayectoria, la banda fue un claro referente en la escena nacional cantando en español.
Con su 1.er EP, «La Batalla de Varado», la banda acumuló las mejores críticas en prensa nacional y foránea, encabezando las listas como lo mejor de 2006.
El 15 de enero de 2008 editaron su primer largo: «Voilà». Un sonido fresco y novedoso, con una producción de la mano de Pablo Iglesias, y con colaboraciones especiales como la del cantante Juan Blas (Nothink) o la del guitarrista Alberto Marín (Skunk DF) en esta ocasión con guitarra acústica.
«Voilà» tuvo distribución tanto en España con «Million Records» y en EE. UU., México y Venezuela de la mano del sello afincado en Texas «Pistolero Records».
Además DeLamarca han aparecido en varios recopilatorios a lo largo de 2007, destacando: «MadTaste Vol IV» (Factoría Autor) y «Nuestra Familia»(Kaiowas Records/Roadrunner-Divucsa), este último con distribución en España, Francia y Andorra.
El grupo estuvo presentando su disco durante todo el 2008 en una gira en la que compartieron cartel con las bandas Nothink y Virgen durante parte de la misma.
Durante 2009 estuvieron grabando y preparando su nuevo disco y Pepe Arriols dejó el grupo para centrarse en Skunk DF, ocupando su lugar Marta de Abia.
En 2010 presentaron su tercer trabajo homónimo "DeLamarca", contando con Eli Janney (Jet, Garbage, Ryan Adams, Holy Fuck) a los mandos para la mezcla y con Joe Lambert (Animal Collective, Electric Six, Black Crowes) en la masterización.
El disco de descarga directa gratuita, se alejaba de los estándares de la industria intentando adaptarse a las nuevas formas de distribución.
El grupo se disolvió unos meses después.
Tras varios meses de rumores el grupo volvió en 2016 con un concierto de reunión para después anunciar su vuelta definitiva a la actividad con dos nuevos miembros. 
Tras la marcha de Marta de Abia y Nano Cañamares, son sustituidos por Ale Cuiñas (Circus) al bajo y José Capmany (Avenues & Silhouettes) a la batería.

## Miembros
- Hev Arriols - voz
- Roy Wasercier - Guitarras, teclados y programaciones
- José Capmany - batería.
- Fernando Pedrajas - Guitarras, Trompeta y Sintetizadores.
- Ale Cuiñas Bajo

## Antiguos miembros
- Pepe Arriols - bajo (2006-2009).
- Marta de Abia - bajo (2009-2016).
- Nano Cañamares - batería (2006-2010).

## Discografía

### Álbumesde estudio
- Voila (2008)
- DeLamarca (2010)

### EP
- La Batalla de Varado (2007)